# Skraparski distrikt
Skraparski distrikt (albanski: Rrethi i Skraparit) je jedan od 36 distrikata u Albaniji, dio Beratskog okruga. Po procjeni iz 2004. ima oko 30.000 stanovnika, a pokriva područje od 775 km². 
Nalazi se u središnjem dijelu zemlje, a sjedište mu je grad Çorovodë. Distrikt se sastoji od sljedećih općina:
- Bogovë
- Çepan
- Çorovodë
- Gjerbës
- Leshnjë
- Poliçan
- Potom
- Qendër
- Vëndreshë
- Zhepë